# تپه گورستان شهرک ولیعصر
تپه قبرستان شهرک ولیعصر مربوط به دوران پیش از تاریخ ایران باستان است و در شهرستان دهلران، بخش موسیان، روستای ولی عصر واقع شده و این اثر در تاریخ ۱۲ شهریور ۱۳۸۰ با شمارهٔ ثبت ۳۸۱۲ به‌عنوان یکی از آثار ملی ایران به ثبت رسیده است.